# 강건성세
강건성세(康乾盛世) 또는 강옹건성세(康雍乾盛世)는 청나라의 최전성기로 강희제, 옹정제, 건륭제 시기의 태평성대를 의미한다. 이 시기에 청나라의 영토가 확장되고 문화, 예술이 부흥하는 등 나라가 내외로 모두 안정되었다.
삼번의 난을 평정한 1681년부터 시작하여 제5대 황제 옹정제를 거치고 제6대 황제 건륭제 치세의 중반부까지 이른다. 강건성세의 ‘강’과 ‘건’은 강희제와 건륭제의 앞 글자에서 따왔다. 청나라 당시 건륭 중기의 하남 순무인 아사합(阿思哈)은 "강희제의 60년 통치는 국가의 토대를 마련하였고, 옹정제는 건전한 기풍을 확립하고 변화를 통해 백성들의 질곡을 제거하였으며, 건륭제는 전대를 계승하여 유종의 미를 화려하게 거두었다"라고 3대의 관계를 정의하였다고 한다.

## 같이 보기
- 책봉체제